# Distretto di Sindhupalchok
Il distretto di Sindhulpalchok (o Sindhupalchowk) è una distretto del Nepal di 305.857 abitanti, che ha come capoluogo Chautara. Il distretto fa parte della provincia di Bagmati.  
Fino al 2015 faceva parte della zona di Bagmati nella Regione Centrale.
Geograficamente, il distretto appartiene alla zona montagnosa himalayana detta Parbat. La zona settentrionale del distretto fa parte del Parco nazionale del Langtang.
Il principale gruppo etnico presente nel distretto è rappresentato dai Tamang.